# سایپا پاژ
سایپا پاژ، خودروی هاچ‌بک پنج در کلاس A است که نسخه فیس لیفت رنو کویید در شرکت خودرو سازی سایپا طراحی و توسعه یافته‌است.این خودرو در زمستان سال ۱۴۰۴ به بازار خودروی ایران عرضه خواهد شد. در این خودرو از یک پیشرانه سه سیلندر دوازده سوپاپ استفاده می‌شود.این خودرو رقیب رنو کویید است و یکی از اقتصادی ترین خودرو های جهان هست و مناسب بازار هایی مثل بازار هند هم می باشد

## نام
پاژ نام روستایی باستانی و زادگاه فردوسی از شاعران حماسه سرای بزرگ ایرانی و شیعه مذهب قرن چهارم هجری قمری است که شاهنامه را سروده‌است. پاژ در ۱۵ کیلومتری مشهد قرار دارد.

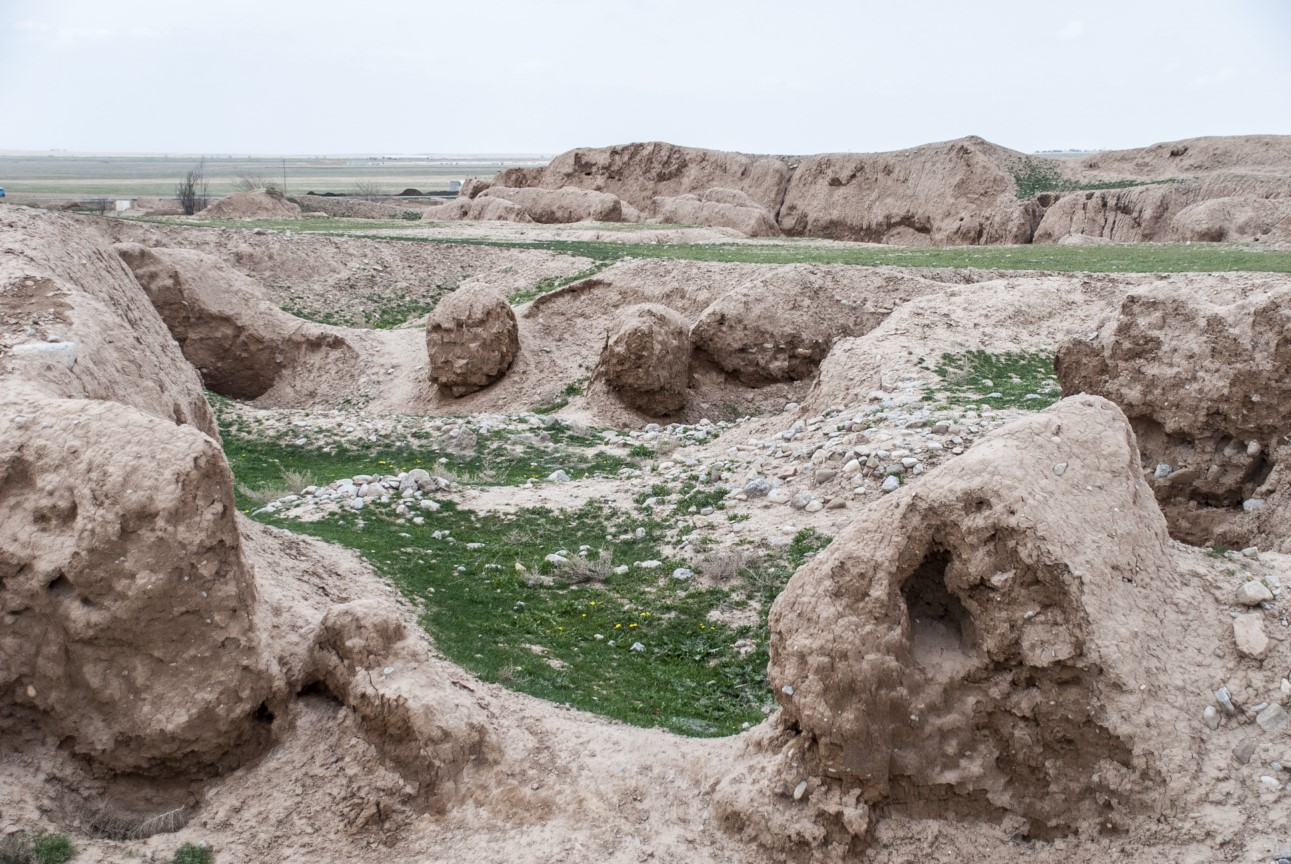

## تاریخچه
در دههٔ اول قرن پانزدهم هجری شمسی، وجود خودرویی اقتصادی و ارزان قیمت در بازار خودرویی ایران به‌شدت حس می‌شد. بنابراین، سه شرکت سایپا، ایران‌خودرو، و کرمان موتور تصمیم گرفتند تا با سرمایه‌گذاری مشترک، پلت‌فرمی مشترک را توسعه دهند تا هر کدام به صورت جداگانه محصول اقتصادی خود را بر اساس آن توسعه دهند. این امر موجب اقتصادی‌تر شدن پروژه می‌شد. بدین منظور، از پلت‌فرم رنو کوئید به عنوان مبنا استفاده کردند. در شهریور ۱۴۰۱ و در اوّلین نمایشگاه تحول صنعت خودروی ایران، از نمونهٔ اوّلیهٔ این پروژهٔ مشترک پرده‌برداری شد.
در تاریخ ۲۸ فروردین ماه سال ۱۴۰۲ هجری شمسی، در حاشیهٔ رونمایی از پیشرانهٔ ME16 مگاموتور، سایپا از نمونهٔ تجاری محصول خود در برابر وزیر وقت وزارت صنعت، معدن و تجارت ایران رونمایی کرد. به گفتهٔ مدیرعامل گروه سایپا این خودرو در دو نمونهٔ برقی و بنزینی عرضه خواهد شد.

## طراحی
سایپا پاژ به صورت مشترک بین سایپا، ایران خودرو، و کرمان موتور تولید می‌شود.این خودرو بر اساس پلت‌فرم CMF-A شرکت رنو-نیسان طراحی و توسعه یافته‌است. رنو برای اولین بار در سال ۲۰۱۴ از این پلت‌فرم رونمایی کرد.رنو کویید، داچیا اسپرینگ، دانگ‌فنگ EV EX1 و… از خودروهای طراحی شده بر اساس این پلتفرم هستند.

## ویژگی‌های فنی

### پیشرانه
در این خودرو از پیشرانه 3F0N که ۱۰۴۸ سی‌سی حجم دارد استفاده شده‌است. ساختار این پیشرانه به صورت سه سیلندر و ۱۲ سوپاپ است که به سامانه زمان‌بندی متغیر سوپاپ‌ها مجهز است. این پیشرانه که تنفس طبیعی است و پاشش سوخت آن به صورت چندنقطه ای انجام می‌شود، ۷۰ الی ۷۵ اسب بخار قدرت را با گشتاور ۹۰ الی ۱۰۰ نیوتن متر تولید می‌کند و این امکان را فراهم می‌سازد تا در صورت نصب بر روی خودروهای کوچکی مانند محصولات کلاس A و B، مصرف سوخت بهینه ای در محدودهٔ کمتر از ۵ لیتر داشته باشد. این موتور با استاندارد آلایندگی یورو ۶ عرضه می‌شود.

### جعبه‌دنده
گیربکس مورد استفاده در این خودرو از نوع پنج سرعتهٔ دستی است.

## امکانات
پاژ یک خودروی اقتصادی بوده و امکانات بسیاری ندارد. پاژ در نسخهٔ پایه دارای امکانات از قبیل مولتی مدیا با مانیتور لمسی همراه با دوربین عقب، صفحه کیلومتر دیجیتال، تهویه مطبوع، فرمان کمکی برقی، دو کیسه هوای ایمنی، سامانه کنترل پایداری، چراغ‌های روز و چراغ‌های پوزیشن، ترمزهای ABS و EBD، سنسورهای هشدار دهنده میزان فشار باد تایرها (TPMS)، سنسور نور، بالابرهای برقی شیشه درب‌های جلو، تریم پارچه‌ای صندلی‌ها و… است.

## ایمنی
پاژ بر اساس رنو کویید توسعه یافته‌است. رنو کویید در سال ۲۰۱۶ در آزمون‌های ایمنی NCAP بریتانیا نمرهٔ ضعیفی را کسب کرد. امّا نسخهٔ برزیلی کویید در آزمون‌های ایمنی NCAP لاتین، سه ستارهٔ ایمنی را کسب کرد. به گفتهٔ مسئولان پروژه، خودروی مذکور بر اساس نسخهٔ برزیلی توسعه داده شده‌است.
| نتایج آزمون یورو ان‌سی‌ای‌پی | نتایج آزمون یورو ان‌سی‌ای‌پی | نتایج آزمون یورو ان‌سی‌ای‌پی |
| ------------------------- | ------------------------- | ------------------------- |
| داچیا اسپرینگ (۲۰۲۱)      |                           |                           |
| آزمون                     | امتیاز                    | %                         |
| کل:                       | 1/5 ستاره                 | 1/5 ستاره                 |
| سرنشین بالغ:              | 18.9                      | 49%                       |
| سرنشین کودک:              | 27.5                      | 56%                       |
| عابر پیاده:               | 21.3                      | 39%                       |
| کمک ایمنی:                | 5.2                       | 32%                       |

داچیا اسپرینگ خودرویی برقی برپایه رنو کوئید است که در بازار اروپا عرضه می‌شود.